# شيركو بيكس
شيركو بيكَس (بالكردية: شێرکۆ بێکەس) (1940-2013) شاعر كردي ولد في السليمانية، العراق في 2 من مايو 1940. والده فائق بكاس وهو أحد الشعراء الكرد المشهورين ومناضل وطني وأحد قادة انتفاضة السادس من أيلول عام 1930 الذي كلفته السجن، ثم الإبعاد إلى جنوب العراق. كان والده أيضًا من مناصري حرية المرأة ومتأثراً بطروحات قاسم أمين وشعر الرصافي والزهاوي وشعراء تلك الحقبة. والدته في العقد الثامن من عمرها تعيش وأخته في الولايات المتحدة الأميركية، وكان لها دور في ولادة الشاعر، حيث ورثته معرفة ومحبة اللغة الكردية من خلال الأساطير والحكايات الشعبية التي كانت ترويها له ولأخواته، ومن خلال الأغاني الكردية التي كانت تغنيها لهم عند حلول الليل. تابع دراسته المدرسية في مدينة السليمانية حيث التعليم كان يتم باللغة الكردية ما عدا مادة اللغة العربي التي كانت تدرس كلغة ثانية. انضم للعمل السياسي مع الحركة الكردية، وصدر له أكثر من 35 ديوان شعري.

## الشعر والقضية الكردية
ورث شيركو بيكَس عن والده القصيدة والشعر والنضال، وعن والدته حب اللغة الكردية، فأتت تجربته النضالية والشعرية مبكرًا. فالأنظمة العراقية التي توالت حكم العراق اشتهرت بجبروتها وقسوتها وزرعت في نفوس الناس وخاصة الشباب الخوف وانعدام الطمأنينة. وهذا ما دفع الكثير من الشبان إلى اللجوء إلى الجبل والالتحاق بفصائل المقاومة الكردية في الجبل للدفاع عن العدالة والقضية الكردية. هذا ما حصل لشيركو بكاس الذي التحق سنة 1965 بفصائل المقاومة. وكتب في هذه البدايات الستينية قصائد لها علاقة بالمقاومة والوطنية متأثرا بالشعر العربي والشعر الفلسطيني بصورة خاصة.

## بيان روانگه‌ – المرصد
في عام 1970 وبعد اتفاقية أذار ما بين القيادة الكردية والحكومة العراقية – نشر هو ونخبة من أدباء الكرد المعروفين بيانهم الأدبي التجديدي والمعروف باسم (بيان روانكه – المرصد) حيث دعوا فيه إلى الحداثة الأدبية واللغوية وفتح آفاق أخرى في الإِبداع. انتقل منذ بدايات السبعينات للعيش في بغداد بكل ما كانت توفره من مسارح ومكتبات كبيرة وحركات أدبية وأمسيات شعرية. وجد لنفسه مطرحا في بيئتها المنفتحة والمتعددة والمتسامحة، ففتحت أمامه آفاقاً جديدة وتعرف عن قرب على أدباء وشعراء تلك الحقبة. وبعد تجربة مع هذه المدينة دامت سنوات عديدة بنى شيركو بيكاس لغته الشعرية الخاصة. لغة شعرية بعيدة عن عالم الإيديولوجيات والسياسة بنى لغة بعيدة عن لغة قصائده الأولى.

## الإبعاد والإقامة الجبرية
في عام 1974 التحق وللمرة الثانية بالحركة الكردية للمقاومة وعمل في الإذاعة والإعلام وبعد انهيار الحركة إثر اتفاقية آذار ما بين صدام حسين وشاه إيران عام 1975 عاد إلى السليمانية وبعد أشهر قليلة أبعد الشاعر إلى غرب العراق (محافظة الرمادي – قضاء هيت – ناحية البغدادي) وقبع تحت اللإقامة الجبرية لمدة ثلاث سنوات. في أواخر السبعينات أعادته السلطات إلى السليمانية وفي نهاية عام 1984 التحق للمرة الثالثة بالمقاومة الجديدة وعمل هناك في إعلام المقاومة وكذلك في اتحاد أدباء كردستان في الجبل.

## السويد وجائزة توخولسكي
وبعد مضى أكثر من سنتين، سافر الشاعر إلى خارج العراق أولاً إلى إيران ومن ثم إلى سورية ثم إيطاليا بدعوة من لجنة حقوق الإنسان في فلورنسا.
في عام 1987-1988 حصل الشاعر على جائزة توخولسكى الأدبية من السويد فسافر إلى هناك وطلب اللجوء السياسي وفي نهاية عام 1990 سافر إلى الولايات المتحدة الأمريكية ومنذ سنة 1988 أختيرت قصيدة له مع نبذة من حياته حيث تدرس كمادة في كتاب انطولوجيا في كل من الولايات المتحدة وكندا للمرحلة الأولى من دراسة المتوسطة.

## العودة إلى العراق
في عام 1991 وبعد الانتفاضة الجماهيرية رجع الشاعر إلى مدينة السليمانية. وبعد عدة أشهر رشح نفسه على قائمة الخضر كشاعر مستقل فأصبح عضواً في أول برلمان كردى. وعن طريق البرلمان أصبح أول وزير للثقافة في الأقليم وبقي في هذا المنصب سنة وبضعة أشهر ومن ثم قدم استقالته من منصبه بسبب الخروقات الديمقراطية فنشر استقالته ورجع مرة أخرى إلى السويد. نشر وباللغة الكردية منذ إصدار أول ديوان له عام 1968 وحتى أيامنا هذه أكثر من ثلاثين مجموعة شعرية وتضم هذه الدواوين على القصائد القصيرة، والطويله، والمسرحيات الشعرية والنصوص المفتوحة والقصص الشعرية. ترجم من العربية إلى الكردية رواية الشيخ والبحر لأرنست همنغواى. ترجمت مختارات من قصائده إلى أكثر من عشر لغات في العالم. في عام 2001 منح جائزة ثيرة ميرد للشعر في السليمانية. وفي عام 2005 حصل على جائزة عنقاء الذهبية العراقية. يقيم الآن في مدينة السليمانية ويرأس مؤسسة سردم للطباعة والنشر فيها منذ عام 1998.
في الأعوام الأخيرة كان يكتب كثيراً وينشر قليلاً ويدير مؤسسة «سردم» الثقافية التي كان يشرف عليها حتى وفاته.

## الوفاة
توفي شيركو بكاس يوم 4 أغسطس 2013 عن عمر يناهز 73 عاما في مستشفى في العاصمة السويدية ستوكهولم الذي كان يتلقى فيه العلاج لمرض السرطان.

## العمل الشعري
هو شاعر الطبيعة وشاعر الإنسان، شعره هو عبارة عن حكايات صغيرة يؤنسن فيها الأشياء ويجعلها تروي عن أحوالها ومصائرها بلغة بسيطة وسهلة ترى في شعره لوحة أو مشهداً فيه مزيج من الشهوات والفرح والحزن.
بعد تجربته البغدادية حيث تبلورت اللغة والأدوات الفنية الشعرية تخلى عن القصيدة الصراخ أو الحماسية السياسية وبدأ في أواخر السبعينات كتابة القصائد الموجزة والقصيرة والمكثفة التي نسميها في العربية السهل الممتنع، ليتحول من بعدها إلى كتابة القصائد الطويلة أو الملاحم. أما الآن فهو يكتب نوع من القصائد يسمونها قصائد مفتوحة مثل نص «الكرسي» التي عادت إلى أصلها النباتي وأصبحت شجرة. ويقوم في قصائده المفتوحة بأنسنة الأشياء ويجسدها في صورة شعرية واضحة، بحيث أنه يصبح هو لسان الأشياء التي تشكل ذاكرته. ترجم العديد من أعماله إلى العربية والفرنسية والإنكليزية والألمانية والعديد من اللغات الأخرى.

## المؤلفات
- ديوان الكرسي (نص مفتوح)
- الصليب والثعبان
- يوميات شاعر
- أنشودتان جبليتان

## وصلات خارجية
- مقابلة وثائقية مع شيركو بيكَس / قناة العربية